# Larry Palmer
Laurence James (Larry) Palmer  (Malden (Massachusetts), 7 januari 1938) is een voormalig Amerikaans ijshockeyer. 
Palmer won tijdens de Olympische Winterspelen 1960 in eigen land de gouden medaille. Hiermee werden de Verenigde Staten het vierde land dat olympisch goud won bij het ijshockey. Palmer kwam slechts in twee van de zeven wedstrijden in actie.